# Martha Larsen Jahn
Martha Emily Larsen Jahn (Oslo, 17 de abril de 1875 - Oslo, 2 de agosto de 1954) fue una activista noruega por la paz y las mujeres.

## Trayectoria
Nació en Cristianía, actual Oslo. Era hija Sanda Plate (1851–1879) y el mayorista Christian Larsen (1842–1905). En abril de 1911 se casó con Gunnar Jahn, político y director de Estadística Noruega.
En 1895 terminó su educación secundaria. En 1895 y 1896 estudió idiomas en Escocia y Alemania. En 1897 empezó a trabajar como empleada de oficina, y en 1998 en la Biblioteca Deichman, completando su educación bibliotecaria en la Escuela de la Biblioteca del Estado de Nueva York en 1902. De 1902 a 1911, trabajó en la Biblioteca Pública de Trondheim, ciudad en la que conoció y se casó con su esposo en la ciudad, y después se convirtió en secretaria en la Academia Nacional Noruega de Artesanía e Industria Artística. De 1910 a 1913 trabajó para el Ministerio de Educación y Asuntos Eclesiásticos como inspectora de bibliotecas públicas. A partir de 1915 no tuvo trabajo remunerado, dedicando todo su tiempo al trabajo organizativo voluntario.
En 1915 se convirtió en miembro de la junta directiva de Internasjonal kvinneliga for fred og frihet, la rama noruega de la Liga Internacional de Mujeres por la Paz y la Libertad que se fundó el mismo año. De 1919 a 1929 también fue miembro de la junta directiva de la organización internacional, y de 1925 a 1934 presidió la sucursal noruega. En 1949 se convirtió en miembro de honor.
También fue delegada noruega en la Sociedad de Naciones de 1925 a 1927, siendo miembro del comité de la Asociación de Salud Pública de Mujeres de Noruega desde 1925 y presidenta de 1935 a 1948. Durante su tiempo como activista, consiguió resultados significativos como la recogida de 80.000 firmas en la campaña para una conferencia de desarme en 1932 y duplicar el número de miembros de la Asociación de Salud Pública de Mujeres, pasando de 100.000 a aproximadamente 200.000. Bajo el liderazgo de Jahn, la Asociación de Salud Pública de Mujeres también logró mantenerse independiente durante la ocupación de Noruega por la Alemania nazi.
Murió en agosto de 1954 en Oslo.